# 弗农·沃尔特斯
弗农·安东尼·沃尔特斯（英語：Vernon Anthony Walters；1917年1月3日—2002年2月10日），美國陸軍退役中將、外交官，曾任美國常駐聯合國代表、美國駐德國大使、美國中央情報局副局長，並曾出席过第九次泛美大会、日内瓦会议、百慕大会议。

## 著作
- 《沉默的使团》